# Copera vittata
Copera vittata е вид водно конче от семейство Platycnemididae. Видът не е застрашен от изчезване.

## Разпространение
Разпространен е в Бруней, Виетнам, Индия (Андамански острови, Андхра Прадеш, Аруначал Прадеш, Асам, Западна Бенгалия, Керала, Манипур, Мегхалая, Никобарски острови, Утаракханд и Химачал Прадеш), Индонезия (Калимантан, Суматра и Ява), Лаос, Малайзия (Западна Малайзия, Сабах и Саравак), Мианмар, Непал, Сингапур, Тайланд и Филипини.